# Mike Ross (rugby à XV)
Pour les articles homonymes, voir Michael Ross et Ross.

a Compétitions nationales et continentales officielles uniquement.

b Matchs officiels uniquement.
Dernière mise à jour le 30 novembre 2017.
Michael Robert Ross dit Mike Ross, né le 21 décembre 1979 à Cork, est un joueur de rugby à XV irlandais qui évolue au poste de pilier. Il compte 61 sélections avec l'équipe d'Irlande.

## Biographie
Mike Ross honore sa première cape en équipe nationale le 23 mai 2009 contre le Canada. Le 22 août 2011, il fait partie de la liste des trente joueurs retenus par Declan Kidney pour la coupe du monde.
En juin 2017, il est sélectionné dans le groupe des Barbarians par Vern Cotter pour affronter l'Ulster à Belfast le 1er juin. Titulaire en pilier droit, les Baa-Baas parviennent à s'imposer 43 à 28 à Belfast.

## Statistiques en équipe nationale
Mike Ross compte 61 sélections avec l'Irlande, dont 59 en tant que titulaire, depuis le 23 mai 2009 à Vancouver contre le Canada.
Il participe à six éditions du Tournoi des Six Nations, en 2011, 2012, 2013, 2014, 2015 et 2016. Il dispute 28 rencontres, toutes en tant que titulaire.
Il participe à deux éditions de la coupe du monde, en 2011, face aux États-Unis,  l'Australie, la Russie, l'Italie et le de Galles, inscrivant un essai et en 2015 où il affronte le Canada, l'Italie, la France et l'Argentine.
Il compte également douze sélections en équipe A.

## Palmarès
- Vainqueur de la Coupe d'Europe en 2011
- Finaliste de la Celtic League en 2010